# M. V. Ramana
M. V. Ramana (* 1966 in Palakkad) ist ein indischer Physiker, der sich mit Fragen der Nuklearpolitik befasst.
Ramana wuchs in Madras auf, studierte am Indian Institute of Technology in Kanpur und wurde 1994 an der Boston University in Physik promoviert und war als Post-Doktorand an der University of Toronto und am Massachusetts Institute of Technology (Center for International Studies). Von 1998 bis 2016 war er an der Princeton University, wo er im Rahmen des Programms Science and Global Security und am Nuclear Futures Laboratory arbeitete und sich insbesondere mit der Zukunft der Kernenergie im Rahmen von Klimawandel und nuklearer Abrüstung und nuklearer Proliferation befasste. Von 2004 bis 2009 war er auch am Centre for Interdisciplinary Studies in Environment and Development in Bangalore tätig. Seit 2017 ist Ramana Simons Chair in Disarmament, Global and Human Security am Liu Institute for Global Issues der University of British Columbia.
Er ist Mitglied des International Panel of Fissile Materials, im Science and Security Board des Bulletin of the Atomic Scientists, sowie Mitglied der International Nuclear Risk Assessment Group (INRAG).
2014 erhielt Ramana den Leo Szilard Lectureship Award mit Ramamurti Rajaraman.

## Schriften
- Eyes Wide Shut: Problems with the Utah Associated Municipal Power Systems Proposal to Construct NuScale Small Modular Nuclear Reactors, Oregon Physicians for Social Responsibility, 2020.[4]
- The Power of Promise: Examining Nuclear Energy in India, Penguin 2012
- Herausgeber mit C. Rammanohar Reddy: Prisoners of the Nuclear Dream, New Delhi: Orient Longman, 2003
- Bombing Bombay? Effects of Nuclear Weapons and a Case Study of a Hypothetical Explosion, Cambridge, MA: International Physicians for the Prevention of Nuclear War, 1999